# 胜利街街道
胜利街街道，是中华人民共和国宁夏回族自治区銀川市兴庆区下辖的一个乡镇级行政单位。

## 行政区划
胜利街街道下辖以下地区：
双城门社区、南关社区、宝庆社区、清和社区、陈家寨社区、祥和社区、康馨社区、南华社区、天盛社区和景园社区。